# Jean Antoine Gili
Pour les articles homonymes, voir Gili.
Jean Antoine Gili  est un historien français, En tant que critique cinématographique, il s'est spécialisé dans tous les aspects du cinéma italien. Il est né le 19 novembre 1938 à Nice.

## Biographie
Agrégé d'histoire, Jean Antoine Gili collabore à plusieurs revues de cinéma à partir du milieu des années 1960 (Cinéma, La Revue du cinéma, Écran)... Spécialiste du cinéma italien, il écrit régulièrement pour la revue Positif (dont il rejoint la rédaction en 1983). À ce sujet, Ettore Scola, préfaçant son ouvrage consacré au cinéma italien, écrit : « Parmi les spécialistes étrangers du cinéma italien, Jean Gili est sûrement l'un des plus pointus, les mieux informés et les moins ennuyeux. » Il est vrai que le critique français s'est intéressé, sans préjugés, ni a priori, à tous les aspects, périodes et évolutions du cinéma italien. Des ouvrages comme L'Italie de Mussolini et son cinéma (1985) ou Le Cinéma italien à l'ombre des faisceaux (1990) défont des idées superficielles émises à propos du cinéma italien. Il a enseigné à l'université de Nice, puis a soutenu sa thèse d'État en 1990 sous la direction de Pierre Milza à l'IEP de Paris. Il est professeur émérite à l'université Paris 1 Panthéon-Sorbonne.
Il a créé les Rencontres du cinéma italien d'Annecy, avec Jean-Pierre Jeancolas et Vincent Pinel, en 1984, avec l'Association française de recherche sur l'histoire du cinéma (AFRHC), qu'il a présidée de 1996 à 2001.
Il a présidé, de 2001 à 2005, la commission scientifique du Patrimoine cinématographique (CNC).
Il collabore à la revue Jeune Cinéma depuis 2020.

## Points de vue
Jean Gili a été particulièrement féroce dans sa critique du western spaghetti : « Le western italien n'est qu'un sous-produit frelaté dont le développement correspond aux seules ambitions mercantiles. » Cependant, dans les années 1980 (1983), il fait amende honorable et déclare : 

« Pour avoir revu récemment certains des premiers westerns de Leone, je dois dire que j’ai été impressionné par tout ce que je n’y avais pas vu à leur sortie. »

## Ouvrages
- Francesco Rosi : cinéma et pouvoir, Cerf, 1977
- Le cinéma italien, UGE, 1978
- Le cinéma italien 2, UGE, 1982
- La comédie italienne, Henri Veyrier, 1983
- L'Italie de Mussolini et son cinéma, Henri Veyrier, 1985
- Le cinéma italien à l'ombre des faisceaux, 1922-1945, Institut Jean-Vigo, 1990
- Paolo et Vittorio Taviani : entretien au pluriel, Actes Sud, 1993
- Nanni Moretti, Gremese, 2001
- Luigi Comencini, Gremese, 2003
- Ettore Scola : une pensée graphique, Isthme éditions, 2008
- Fellini : le magicien du réel, coll. « Découvertes Gallimard », série Arts (no 549), 2009
- Le cinéma italien, Éditions de la Martinière, 2011 (mise à jour de l'édition 1996)
- Luchino Visconti et la critique française, Éditions de l'Amandier, 2014
- L'Italie au miroir de son cinéma, Volume 1 - Editalie édition, 2014 collectif sous sa direction.
- Marcello Mastroianni, La Martinière, 2016, 192 pages.
- L'Italie au miroir de son cinéma, Volume 2 - Editalie édition, 2017 collectif sous sa direction.
- Marcello Pagliero. « L’Italien de Saint-Germain-des-Prés », Paris, AFRHC, 2018
- Mario Soldati : Cinéaste malgré lui, Rouge profond, Aix-en-Provence, 2022.

## Récompenses et distinctions
- Prix Italiques 1997[6].